# The Series Finale
«The Series Finale» (en español, «El final de la serie») es el noveno episodio y final de la miniserie de televisión estadounidense WandaVision, basada en los personajes Wanda Maximoff / Bruja Escarlata y Visión de Marvel Comics. Sigue a Wanda en su intento de proteger su idílica vida suburbana y la familia que creó para sí misma en el pueblo de Westview. Está ambientado en el Universo cinematográfico de Marvel (UCM), compartiendo continuidad con las películas de la franquicia. Fue escrito por la creadora de la serie Jac Schaeffer y dirigido por Matt Shakman.
Elizabeth Olsen y Paul Bettany retoman sus respectivos papeles de Wanda Maximoff y Visión de la saga cinematográfica, protagonizando junto a Debra Jo Rupp, Teyonah Parris, Evan Peters, Randall Park, Kat Dennings y Kathryn Hahn. Schaeffer fue contratada en enero de 2019 como la guionista principal de la serie y Shakman se incorporó ese agosto. La filmación tuvo lugar en el área metropolitana de Atlanta, incluyendo Pinewood Atlanta Studios, y en Los Ángeles.
«The Series Finale» se estrenó en Disney+ el 5 de marzo de 2021. Los críticos elogiaron las interpretaciones, los efectos visuales y el peso emocional del episodio, pero no se pusieron de acuerdo sobre los momentos cruciales y la revelación del personaje de Peters.

## Trama
Agatha Harkness intenta llevarse la magia del caos de Wanda Maximoff pero es interrumpida por el Visión original, lo que angustia a Wanda. Este Visión revela las órdenes del director de S.W.O.R.D. para eliminarla, pero es frustrado por el Visión ficticio de Wanda, que se une a la familia en una lucha contra Agatha. Ambos Visión llevan su lucha a través de Westview mientras Agatha libera a los residentes de sus papeles de sitcom. Se vuelven contra Wanda, que comienza a abrir la barrera para permitirles escapar. Hayward se cuela dentro con varios miembros del personal de S.W.O.R.D.
Mientras tanto, Monica Rambeau es capturada por «Pietro Maximoff», pero le quita un collar mágico que Agatha utilizaba para controlarlo, revelando su verdadera identidad como el actor Ralph Bohner. Mientras el control de Wanda sobre la barrera comienza a disminuir, su Visión y sus hijos, Billy y Tommy, comienzan a desintegrarse, obligando a Wanda a cerrar la barrera antes de dominar a Agatha con visiones de los juicios de brujas de Salem. Agatha gana el control de la ilusión de Wanda y la obliga a renunciar a su magia. Utilizando sus nuevos poderes, Monica salva a Billy y Tommy de Hayward, que es detenido por Darcy Lewis.
El Visión de Wanda derrota al Visión original restaurando sus recuerdos, y este se marcha de Westview. Mientras Wanda transfiere su magia, crea runas mágicas alrededor de la barrera para despojar a Agatha de sus poderes y atraparla permanentemente dentro de Westview como «Agnes», convirtiéndose en la Bruja Escarlata en el proceso. La familia regresa a casa mientras Wanda derrumba la barrera, arropa a sus hijos en la cama y se despide de Visión, que le asegura que de alguna manera volverán a verse algún día, ya que se han despedido antes, mientras se desvanece junto con su casa. Tras hacer las paces con Monica, Wanda trata de pasar desapercibida.
En una escena a mitad de los créditos, Hayward es arrestado por manipulación de pruebas y Monica es informada por una Skrull disfrazada de agente del FBI de que un amigo de su madre María quiere conocerla. En una escena poscréditos, mientras estudia el Darkhold en su forma astral en una remota cabaña, Wanda oye de repente a sus hijos pidiendo ayuda.

## Producción

### Desarrollo
En octubre de 2018, Marvel Studios estaba desarrollando una serie limitada protagonizada por la Wanda Maximoff de Elizabeth Olsen y el Visión de Paul Bettany de las películas del Universo cinematográfico de Marvel (UCM). En enero de 2019, Jac Schaeffer fue contratada como guionista principal de WandaVision. En agosto, Matt Shakman fue contratado para dirigir la miniserie, con Schaeffer y Shakman como productores ejecutivos junto a Kevin Feige, Louis D'Esposito y Victoria Alonso de Marvel Studios.: 50  Feige describió la serie como parte «sitcom clásica» y parte «epopeya de Marvel», rindiendo homenaje a muchas épocas de sitcoms estadounidenses. Bettany también describió el final como una colisión épica. El noveno episodio, titulado «The Series Finale», fue escrito por Schaeffer.

### Escritura
Bettany interpreta tanto a Visión, creado por Wanda dentro del Hex, como a Visión, el personaje original, ahora coloreado de blanco. Bettany diferenció a las dos versiones haciendo que el Visión original fuera a la vez familiar e intimidante. Añadió que le daba «miedo» acercarse a este Visión porque el personaje tenía un arco corto con un «gran giro» en él. Kathryn Hahn no consideraba que el hecho de que Agatha Harkness se viera obligada a volver a su personaje de «Agnes» fuera un castigo, ya que creía que Agatha había estado inquieta y sola durante mucho tiempo, y esto le permitiría relajarse y seguir formando las amistades que hizo con algunos de los residentes de Westview.
Schaeffer creía que la serie terminaba de forma que Wanda «se despidiera en sus propios términos» para que «procesara todo lo que había pasado y alcanzara la aceptación». Olsen dijo que el episodio era «una preparación completa» para la aparición de Wanda en Doctor Strange en el multiverso de la locura (2022); la escena poscréditos muestra a Wanda como la Bruja Escarlata usando su forma astral para estudiar el Darkhold en relación con sus poderes. Schaeffer disfrutó de la dualidad de la escena, mostrando a Wanda «rumiando y reflexionando» mientras su forma astral estaba «funcionando a un nivel que aún no entendemos». Andi Ortiz, de TheWrap, dijo que esta escena hacía que pareciera poco probable que Wanda se convirtiera en una villana en la película, dado que estaba tratando de controlar sus poderes, sino que preferiría trabajar con Stephen Strange, quien podría ayudarla incluso más con su poder. Chancellor Agard, de Entertainment Weekly, interpretó la escena de forma contraria, creyendo que Wanda se volvía «al lado malo» para buscar a sus hijos en el multiverso, lo que la pondría en desacuerdo con Strange. Shakman dijo que el papel de Monica Rambeau en el episodio cambiaba constantemente, y que algunas versiones le daban un papel más importante en la pelea final.

### Casting
El episodio está protagonizado por Elizabeth Olsen como Wanda Maximoff / Bruja Escarlata, Paul Bettany como el Visión ficticio y el original, Debra Jo Rupp como Sharon Davis, Teyonah Parris como Monica Rambeau, Evan Peters como Ralph Bohner / «Pietro Maximoff», Randall Park como Jimmy Woo, Kat Dennings como Darcy Lewis y Kathryn Hahn como Agatha Harkness / «Agnes».: 41:21–41:38  También aparecen Julian Hilliard y Jett Klyne como Billy y Tommy, respectivamente, los hijos de Wanda y Visión;: 43:51  Josh Stamberg como el director de S.W.O.R.D. Tyler Hayward, Asif Ali como Abilash Tandon, Emma Caulfield Ford como Sarah Proctor, Jolene Purdy como Isabel Matsueda, David Payton como John Collins, David Lengel como Harold Proctor, Amos Glick como el repartidor, Selena Anduze como la Agente Rodríguez, Kate Forbes como Evanora Harkness y Lori Livingston como la agente Skrull.: 43:51 

### Filmación y efectos visuales
La filmación en el estudio de grabación tuvo lugar en Pinewood Atlanta Studios en Atlanta (Georgia), con Shakman como director y Jess Hall como director de fotografía. También se llevó a cabo en el área metropolitana de Atlanta, mientras que la filmación en exteriores y en estudios tuvo lugar en Los Ángeles cuando la serie reanudó su producción después de estar en pausa debido a la pandemia de COVID-19.: 50  Los efectos visuales fueron creados por Digital Domain, RISE, Industrial Light & Magic, Luma, Mr. X, Capital T, Lola, Weta Digital, Cantina Creative y The Yard VFX.: 44:51–45:11 
Shakman filmó originalmente una secuencia en la que Monica, Ralph y Darcy se encuentran con Billy y Tommy en la casa de Agatha e intentan robar el Darkhold del sótano. El conejo mascota de Agatha, Señor Scratchy, se habría «transformado al estilo de Un hombre lobo americano en Londres» en un demonio en la escena, lo que habría dado lugar a una persecución al estilo de Los Goonies. Shakman consideró que era una secuencia estupenda y divertida, pero la eliminó porque suponía un gran desvío de la trama. Antes de cortar la escena, se realizaron algunos efectos visuales.

## Mercadotecnia
Marvel se asoció con el cocinero Justin Warner para lanzar una receta de Westview Final Snack Mix (en español, Medienda mixta final de Westview) destinada a representar muchos elementos de la serie que se mezclan para el episodio final. Tras el lanzamiento del episodio, Marvel anunció productos inspirados en él como parte de su promoción semanal «Marvel Must Haves», incluyendo ropa, juguetes, accesorios, maquillaje y joyas.

## Lanzamiento
«The Series Finale» se estrenó en Disney+ el 5 de marzo de 2021. Tras su lanzamiento a medianoche PT, Disney+ experimentó dificultades técnicas, sobre todo en la costa oeste de Estados Unidos, dada la afluencia de espectadores que intentaban ver el episodio justo cuando se estrenó. Las dificultades solo afectaron a unos 2 300 usuarios.

## Recepción

### Respuesta crítica
El sitio web agregador de reseñas Rotten Tomatoes informó de un índice de aprobación del 85%, basándose en 26 reseñas con una calificación media de 7,76/10. El consenso crítico del sitio dice: «‹The Series Finale› implosiona la intimidad de WandaVision en favor de mayores golpes del UCM, y aunque puede que no sea el final que algunos fanáticos esperaban, ofrece suficientes migas de pan para mantener a todo el mundo adivinando el futuro del multiverso».
Abraham Riesman, de Vulture, dijo: «Me impresionó lo bien que los creadores me engañaron con el final. El esquema general de la conclusión, en su mayor parte, podría haberse predicho con bastante facilidad desde el principio de la serie, e incluso así se mantuvieron dentro de las líneas temáticas estándar e introdujeron un montón de puñetazos y explosiones tontas, y aunque los primeros siete episodios fueron de diversos grados de ‹meh›... en su mayor parte lograron el aterrizaje». Para la conclusión de la serie, Riesman consideró que WandaVision trataba de «lo que es estar enamorado en el fin del mundo»; le dio al episodio 4 de 5 estrellas. Rosie Knight, de Den of Geek, afirmó que «en su mayor parte, Matt Shakman y Jac Schaeffer hacen un buen trabajo atando los muchos cabos sueltos. Aunque el ritmo puede ser un poco frenético en algunos momentos, para cuando los créditos rueden, y las deliciosas sorpresas de las escenas poscréditos, probablemente te sentirás muy satisfecho por esta conclusión experimental y emocional para una serie que ha sido ambas cosas durante sus mejores momentos». Knight añadió que la escena entre Visión y el Visión original teniendo un debate filosófico fue una de las mejores del UCM y de la serie.
Matt Purslow, de IGN, ha calificado el final con un 7 de 10, diciendo: «Es inesperado y, al mismo tiempo, exactamente lo que muchos preveían, ya que utiliza un sorprendente nivel de oscuridad en una historia que, por lo demás, es suavemente agridulce... A pesar de un poco de irregularidad, el hechizo de WandaVision se mantiene hasta los momentos finales, lo que supone una agradable última salida con una pareja maravillosamente inusual». Purslow se refirió a la revelación de que «Pietro» era solo una persona llamada Ralph Bohner diciendo que usar a Peters en el papel y prolongar el misterio se sentía «como una especie de truco injusto de Marvel... como si la inversión de los fanáticos en los múltiples mundos de Marvel se hubiera aprovechado para crear emoción sin ninguna recompensa»; lo comparó con el giro del Mandarín en Iron Man 3 (2013) «pero sin diversión real». También consideró que Monica, Darcy y Jimmy fueron infrautilizados en el episodio, y que las historias de Darcy y Jimmy no tuvieron una conclusión adecuada, y disfrutó completamente la exhibición de Wanda abrazándose a sí misma como la Bruja Escarlata. Escribiendo para The A.V. Club, Stephen Robinson le dio a «The Series Finale» una «B» en lo que llamó «un episodio final conmovedor que aterriza con solo unos pocos pasos en falso». Aunque disfrutó de la batalla final entre Wanda y Agatha, sobre todo de la escena en la que Wanda se impone, Robinson esperaba motivaciones «más complejas» de Agatha que «el simple deseo de poder», y consideró que, con la fuerte interpretación de Hahn, el personaje había dado un «brusco giro hacia una grandiosa villana de Disney». Robinson consideró que la acción del episodio era «superflua» y la «parte más débil», y a diferencia de Purslow, no le molestó que se revelara que el papel de Peters no era más sustancial. Por el contrario, calificó de «trampa» el hecho de no revelar al principio de la serie que «Dottie» era una mujer llamada Sarah, cuando se identificaba a otros residentes de Westview, ya que desempeñaba un papel importante en la sitcom WandaVision durante «Don't Touch That Dial». Robinson calificó de «refrescante» el hecho de que no apareciera «ningún villano de última hora», y se mostró entusiasmado con la perspectiva de ver a Hahn retomar el personaje como «una imprevisible enemiga, al estilo de Loki», para Wanda.
Alan Sepinwall, al reseñar el final para Rolling Stone, dijo que «WandaVision concluye muy en el territorio del UCM, un poco para bien y más para mal». Sepinwall continuó diciendo que el episodio «parece bueno y tiene algunos momentos emotivos agradables. Pero mientras que gran parte de la serie hasta este punto se sintió como un proyecto de pasión para todos los involucrados, demasiado de la conclusión se sintió obligatoria, como si el mandato fuera volver a la fórmula y asegurar que Wanda y Monica Rambeau estén listas para sus próximas apariciones en, respectivamente, las próximas películas de Doctor Strange y Capitana Marvel». Consideró que los personajes secundarios, como Monica, Jimmy Woo y Darcy Lewis, eran en gran medida innecesarios, solo una parte de la serie para «hacer que la historia se sienta vinculada al UCM», pero admitió que sus problemas con el episodio podrían no ser tan fuertes si como espectador fuera a ver la serie de seguido y no después de una semana de espera. En su reseña para Entertainment Weekly, Chancellor Agard tuvo sentimientos encontrados sobre el episodio. Consideró que Shakman y Schaeffer se aseguraron de que «los momentos que debían recordarnos que esta historia era sobre el dolor resonaran», y señaló específicamente la escena en la que Agatha libera a los residentes de Westview del control de Wanda. También disfrutó de la despedida de Wanda y Visión y del hecho de que la aparición de Peters en la serie resultara «una elección de recurso publicitario realmente divertida». Por el contrario, consideró que el episodio, al que otorgó una «B», adoleció del tópico de las películas de superhéroes de tener problemas con sus actos finales, pensando que la apuesta emocional de la serie se perdió en el espectáculo de las peleas. Por ejemplo, Agard señaló que gran parte del diálogo de Hahn era expositivo entre sus explosiones de energía, y que al final no tenía claro «quién era Agatha, más allá del hecho de que estaba hambrienta de poder», y no disfrutó de que las peleas fueran de los héroes contra reflejos malvados de sí mismos. El colega de Agard, Christian Holub, disfrutó más que Agard de la lucha entre Visión y el Visión original por la presentación del tropo «yo contra yo sombra». Holub opinó lo mismo que Agard respecto a Agatha en el episodio, pero disfrutó de que Wanda la obligara a quedarse en Westview como «Agnes», comparando el resultado con el final de la serie de animación Avatar: la leyenda de Aang.

### Premios
Por su actuación en este episodio, Hahn fue nombrada «Intérprete de la semana» por TVLine para la semana del 1 de marzo de 2021. El sitio web señaló que Hahn había estado recibiendo elogios por su actuación en la serie desde el primer episodio, calificando su aclamación como «bien merecida» después de ser el «arma secreta» en anteriores series de comedia. En este episodio, TVLine consideró que Hahn «disfrutó cada momento» de su papel de villana, con una actuación que «rezumaba alegría malvada» y una risa de bruja «de primera». El sitio consideró que la escena final fue el «mejor trabajo» de Hahn en la serie, señalando que su interpretación de la Agatha atrapada como Agnes «no tenía la alegría anterior de Agnes, ni llevaba la autoridad de Agatha en la cima de sus poderes».